# Vasconcellea
Vasconcellea A.St.-Hil. è un genere di angiosperme eudicotiledoni appartenenti alla famiglia Caricaceae. Comprende molte delle specie precedentemente classificate nel genere Carica.

## Distribuzione e habitat
Questo genere è diffuso in gran parte dell'America centrale e meridionale; il suo areale si estende a nord fino al Messico.

## Tassonomia
In questo sono riconosciute le seguenti specie:
- Vasconcellea aurantiaca Regel
- Vasconcellea candicans (A.Gray) A.DC.
- Vasconcellea cauliflora (Jacq.) A.DC.
- Vasconcellea chilensis Planch.
- Vasconcellea crassipetala (V.M.Badillo) V.M.Badillo
- Vasconcellea glandulosa A.DC.
- Vasconcellea goudotiana Triana & Planch.
- Vasconcellea horovitziana (V.M.Badillo) V.M.Badillo
- Vasconcellea longiflora (V.M.Badillo) V.M.Badillo
- Vasconcellea microcarpa (Jacq.) A.DC.
- Vasconcellea monoica (Desf.) A.DC.
- Vasconcellea omnilingua (V.M.Badillo) V.M.Badillo
- Vasconcellea palandensis (V.M.Badillo, Van den Eynden & Van Damme) V.M.Badillo
- Vasconcellea parviflora A.DC.
- Vasconcellea × pentagona (Heilborn) Mabb.
- Vasconcellea pubescens A.DC.
- Vasconcellea pulchra (V.M.Badillo) V.M.Badillo
- Vasconcellea quercifolia A.St.-Hil.
- Vasconcellea sphaerocarpa (García-Barr. & Hern.Cam.) V.M.Badillo
- Vasconcellea sprucei (V.M.Badillo) V.M.Badillo
- Vasconcellea stipulata (V.M.Badillo) V.M.Badillo
- Vasconcellea weberbaueri (Harms) V.M.Badillo